# Phlebotomus gigas
Phlebotomus gigas är en tvåvingeart som beskrevs av Aimé Georges Parrot och Schwetz 1937. Phlebotomus gigas ingår i släktet Phlebotomus och familjen fjärilsmyggor. Inga underarter finns listade i Catalogue of Life.